# Seznam typů RNA
Seznam typů RNA popisuje přirozeně se vyskytujicí typy RNA.
| Typ                                 | Zkratka              | Funkce                                        | Výskyt             | Reference   |
| ----------------------------------- | -------------------- | --------------------------------------------- | ------------------ | ----------- |
| mediátorová RNA                     | mRNA                 | Nese informaci pro syntézu proteinů           | Všechny organismy  |             |
| ribozomální RNA                     | rRNA                 | Translace                                     | Všechny organismy  |             |
| RNA v signál rozpoznávající částici | 7SL RNA nebo SRP RNA | Vkládání proteinů do membrán                  | Všechny organismy  | [ 1 ]       |
| transferová RNA                     | tRNA                 | Adaptér pro připojení aminokyseliny           | Všechny organismy  |             |
| transferová-mediátorová RNA         | tmRNA                | Uvolňuje ribozomy neschopné ukončit translaci | Bakterie, plastidy | [ 2 ] [ 3 ] |

| Typ                                      | Zkratka   | Funkce                                          | Výskyt                                      | Reference |
| ---------------------------------------- | --------- | ----------------------------------------------- | ------------------------------------------- | --------- |
| Malá jaderná RNA                         | snRNA     | Splicing a další funkce                         | Eukaryota a Archea                          | [ 4 ]     |
| Malá jadérková RNA                       | snoRNA    | Modifikace nukleotidů v řadě RNA                | Eukaryota a Archea                          | [ 5 ]     |
| SmY RNA                                  | SmY       | Trans-splicing mRNA                             | Hlístice (Nematoda)                         | [ 6 ]     |
| Malá RNA specifická pro Cajalova tělíska | scaRNA    | Podtyp snoRNA, modifikace nukleotidů v řadě RNA |                                             |           |
| Guide RNA                                | gRNA      | modifikace nukleotidů v mRNA                    | Mitochondrie bičivek (Kinetoplastida)       | [ 7 ]     |
| Ribonukleáza P                           | RNáza P   | maturace tRNA                                   | Všechny organismy                           | [ 8 ]     |
| Ribonukleáza MRP                         | RNáza MRP | maturace rRNA, replikace DNA                    | Eukaryota                                   | [ 9 ]     |
| Y RNA                                    |           | kontrola kvality RNA, replikace DNA             | Metazoa                                     | [ 10 ]    |
| RNA komponenta telomerázy                | TERC      | syntéza telomer                                 | Většina eukaryot                            | [ 11 ]    |
| SL1 RNA                                  |           | Trans-splicing                                  | Hlístice (Nematoda) a další nižší eukaryota |           |

| Typ                            | Zkratka  | Funkce                                                                      | Výskyt                      | Reference     |
| ------------------------------ | -------- | --------------------------------------------------------------------------- | --------------------------- | ------------- |
| antisense RNA                  | aRNA     | Atenuace transkripce, degradace mRNA, stabilizace mRNA, blokování translace | Všechny organismy           | [ 12 ] [ 13 ] |
| přirozené siRNA působící v cis | cis-NATs | regulace genové exprese                                                     |                             |               |
| CRISPR RNA                     |          | Štěpení cizorodé DNA                                                        | Bakterie a Archea           | [ 14 ]        |
| dlouhá nekódující RNA          | lncRNA   | Různé                                                                       | Eukaryota                   |               |
| MikroRNA                       | miRNA    | Regulace genové exprese                                                     | Většina eukaryot            | [ 15 ]        |
| RNA interagující s PIWI        | piRNA    | Obrana proti transpozonům, možná další                                      | Většina živočichů (Metazoa) | [ 16 ] [ 17 ] |
| malá interferující RNA         | siRNA    | Regulace genové exprese                                                     | Většina eukaryot            | [ 18 ]        |
| siRNA působící v trans         | ta-siRNA | Regulace genové exprese                                                     | Vyšší rostliny              | [ 15 ]        |
| siRNA asociovaná s repeticemi  | rasiRNA  | Typ piRNA; obrana před transposony                                          | Drosophila                  | [ 19 ]        |
| 7SK RNA                        | 7SK      | negativní regulace komplexu CDK9/cyklin T                                   |                             |               |

| Typ                                                                                                  | Výskyt                       | Reference |
| --- | ---------------------------- | --------- |
| Retrotranspozony                                                                                     | Eukaryota a některé bakterie | [ 20 ]    |
| RNA viry (dsRNA viry, ssRNA viry s pozitivní polaritou, ssRNA viry s negativní polaritou, retroviry) |                              |           |
| Viroidy                                                                                              | Rostliny                     | [ 21 ]    |
| Satelitní RNA                                                                                        |                              |           |

| Typ       | Zkratka | Funkce                              | Výskyt | Reference |
| --------- | ------- | ----------------------------------- | ------ | --------- |
| Vault RNA | vRNA    | Pravděpodobně odstranění xenobiotik |        | [ 22 ]    |